# Clavija peruviana
Clavija peruviana är en viveväxtart som beskrevs av B. Ståhl. Clavija peruviana ingår i släktet Clavija och familjen viveväxter. Inga underarter finns listade i Catalogue of Life.